# Mount Holyoke College

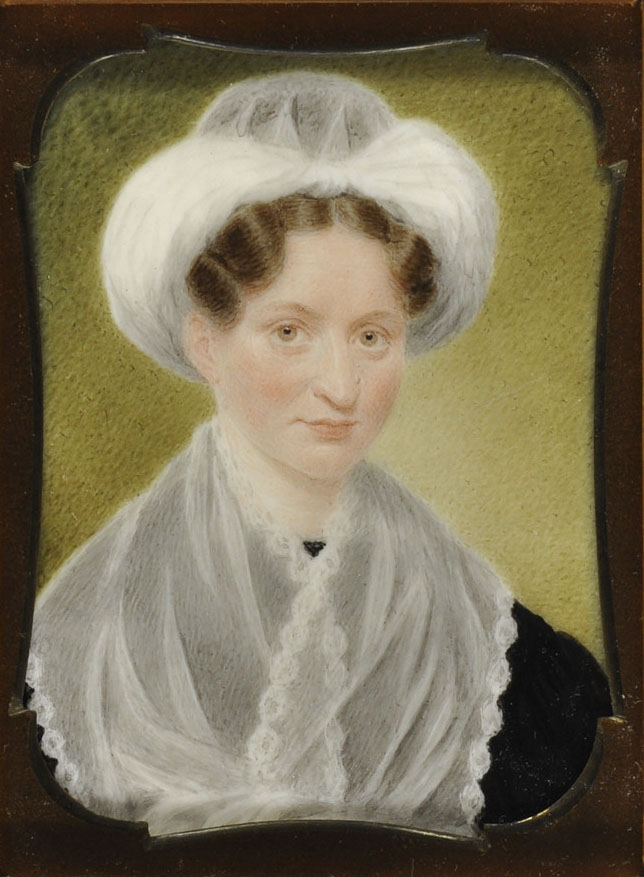
Mary Lyon

Mount Holyoke College – prywatny college sztuk wyzwolonych dla kobiet w South Hadley w stanie Massachusetts. Pierwsza szkoła wyższa dla kobiet w Stanach Zjednoczonych, jedna z Siedmiu Sióstr.

## Historia
W 1837 roku Mary Lyon (1797–1849), aptekarka, nauczycielka, wizjonerka edukacji kobiet założyła szkołę o nazwie Mount Holyoke Female Seminary (Żeńskie Seminarium Mount Holyoke) – seminarium nauczycielskie przeznaczone dla młodych niezamożnych kobiet, które zdały trudny egzamin wstępny. Układając program nauczania Mary Lyon wzorowała się na najlepszych męskich uczelniach. Czesne było niskie, za to studentki musiały same przygotowywać posiłki i utrzymywać budynki w czystości. Późniejsza poetka Emily Dickinson, która uczęszczała do Mount Holyoke w latach 1846–1847, miała za zadanie polerowanie noży. Studentki gimnastykowały się, co było rzadkością w tamtych czasach.
Nazwa Mount Holyoke College obowiązuje od 1893, kiedy to trzyletnie, a potem czteroletnie seminarium nauczycielskie przekształcono w czteroletni college sztuk wyzwolonych, gdzie studentki mogły uczęszczać na kursy z zakresu sztuki, nauk humanistycznych, ścisłych i społecznych.
Później zakładane szkoły wyższe dla kobiet, takie jak Vassar College i Wellesley College, naśladowały Mount Holyoke College pod względem organizacji i programu nauczania.
Dziś Mount Holyoke College szczyci się nie tylko wysokim poziomem nauczania i pięknymi kamiennymi budynkami wybudowanymi w latach 1896–1960, ale również ogrodem botanicznym, parkiem z dwoma jeziorami i wodospadami, kortami tenisowymi i muzeum sztuki. Na kampusie znajduje się też pole golfowe The Orchards, na którym w 2004 roku rozegrano turniej US Women Open.

## Galeria

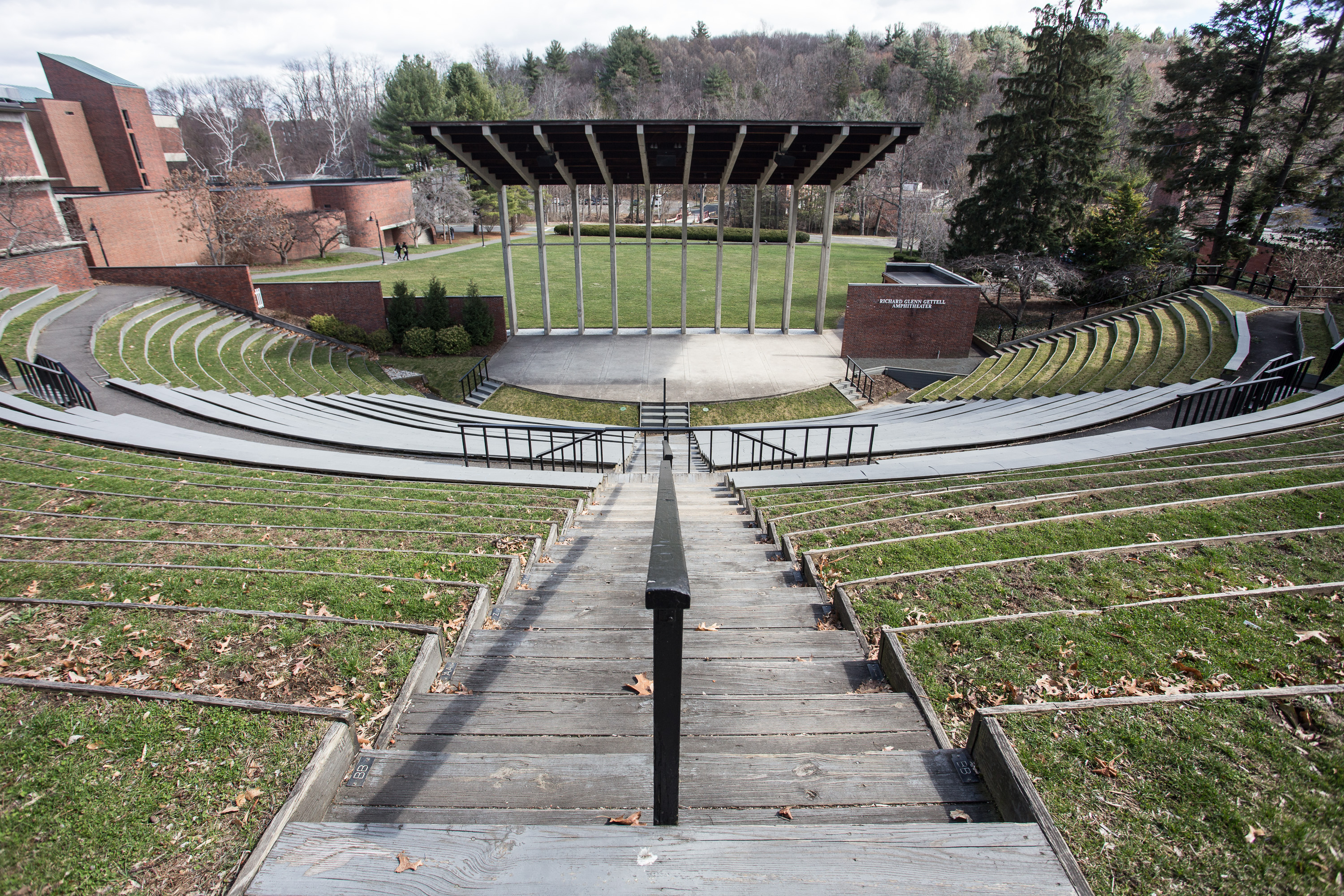
Amfiteatr uczelni
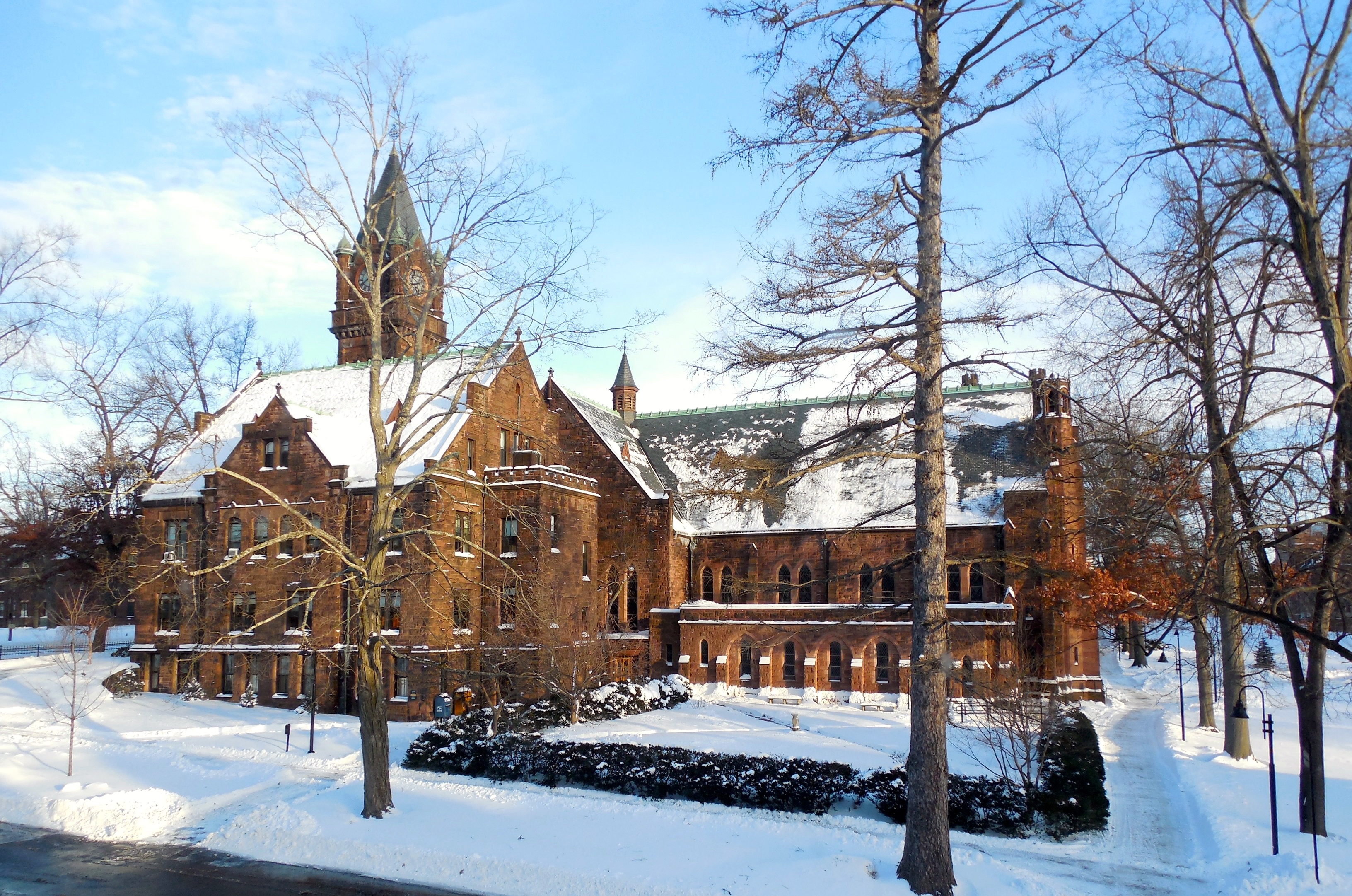
Mary Lyon Hall i Abbey Chapel
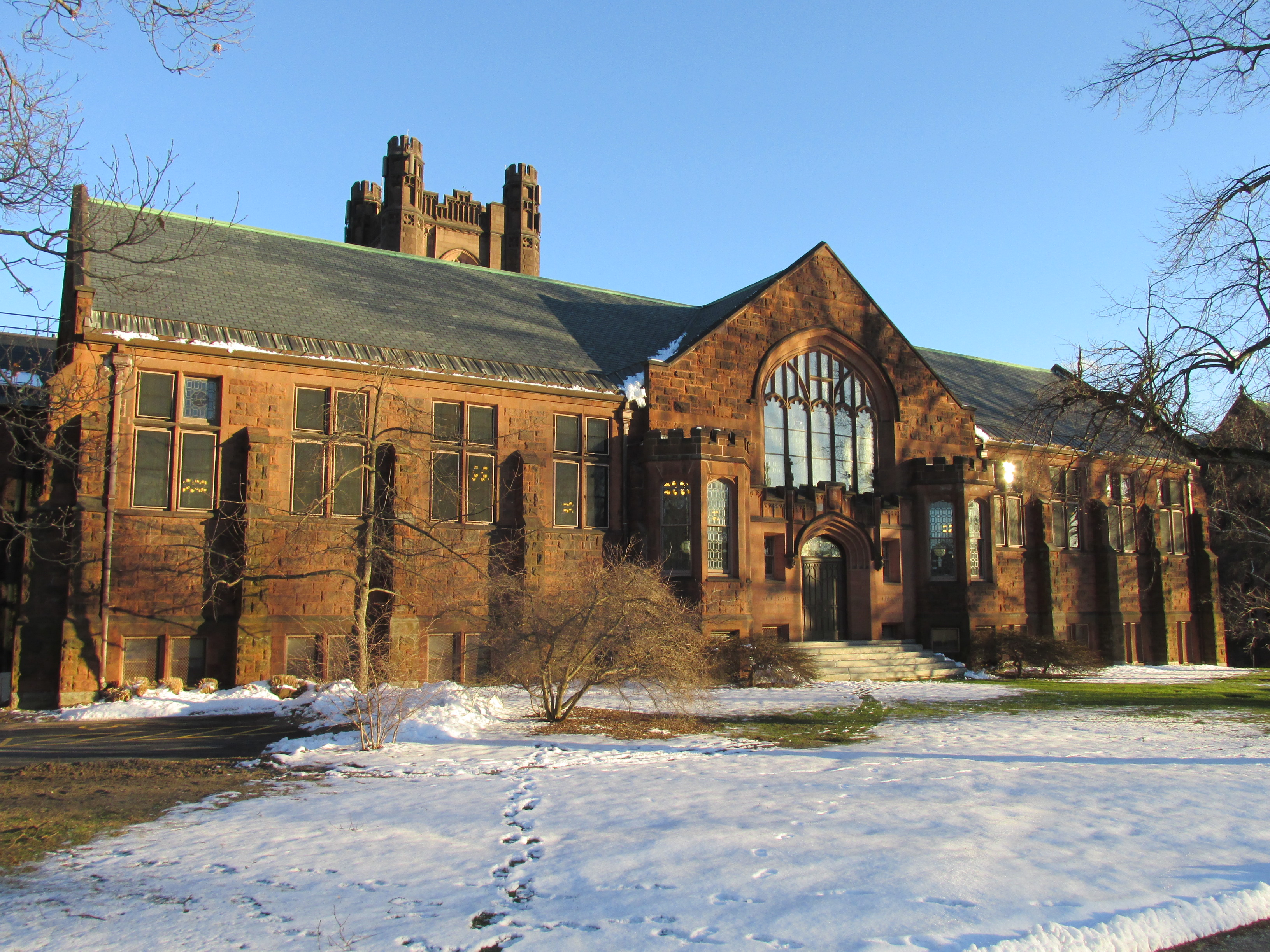
Williston Library
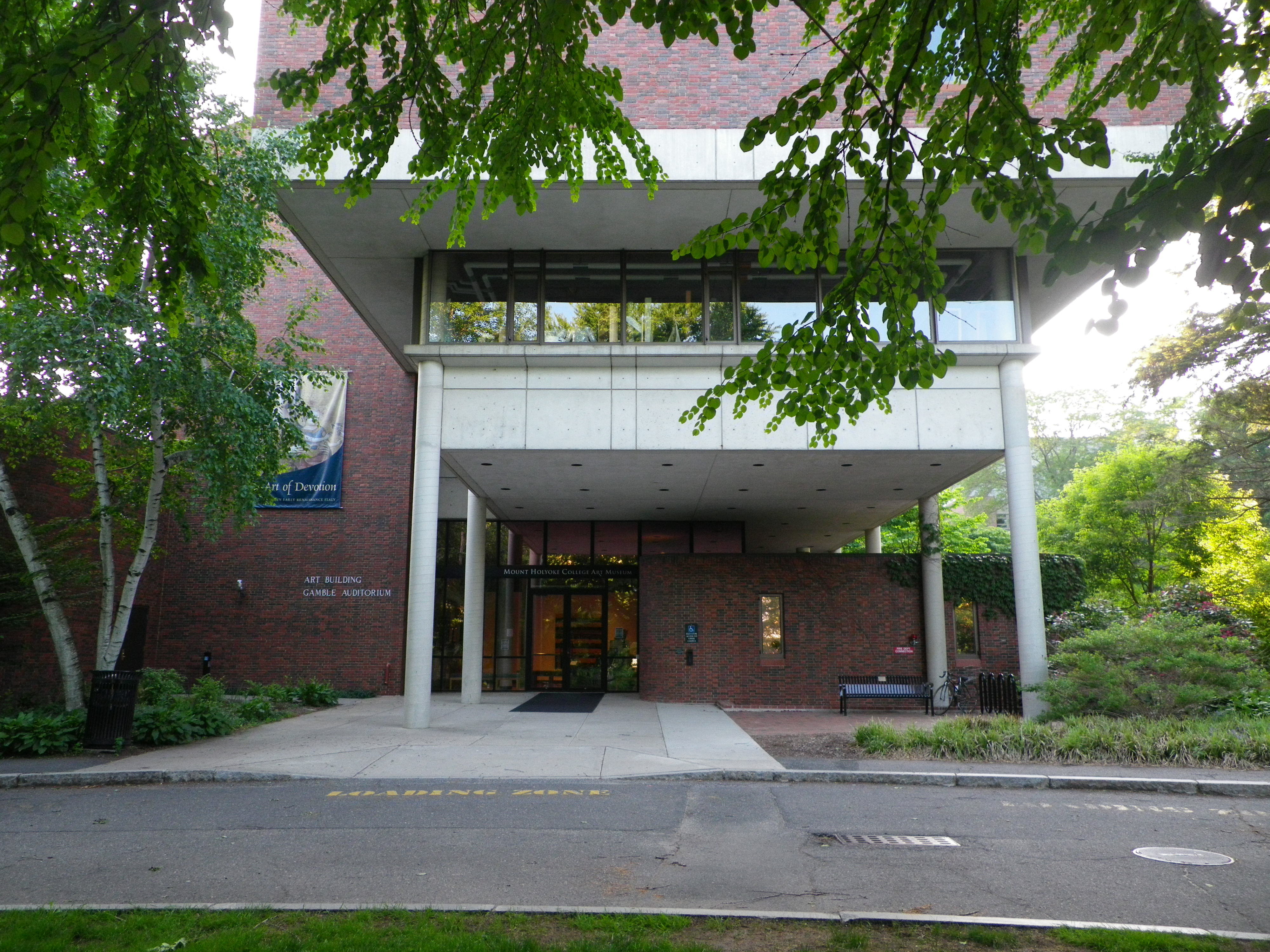
Uczelniane muzeum sztuki